# 타이터스 버지스
타이터스 버지스(영어: Tituss Burgess, 1979년 2월 21일 ~ )는 미국의 배우, 가수이다.

## 출연 작품
- 스머프: 비밀의 숲
- 언브레이커블 키미슈미트
- 디어 마이 프렌드 - 줄리언 역
- 아담스 패밀리 - 글렌 역 (목소리)
- 내 이름은 돌러마이트 - 시어도어 토니 역
- 엘리안과 빛나는 마법 모험 - 태양의 서니 오라클 역 (목소리)